# Pseudorhaphitoma stipendiarii
Pseudorhaphitoma stipendiarii is een slakkensoort uit de familie van de Mangeliidae. De wetenschappelijke naam van de soort is voor het eerst geldig gepubliceerd in 1993 door Kilburn.